# Ramon Novi Inglada
Ramon Novi Inglada, (Vilafranca del Penedès, 1856 - Sant Feliu de Guíxols, 1931) músic i pedagog musical.

## Obra
Va compondre diverses obres com la sardana “Records de la Font Picant”, “Las últimas hojas”, caprici per a piano, i va musicar també un gran nombre de peces populars com “Lo carrador empordanés”, “La montañesa”, ”El as de copas” i un pas doble, “Als herois de Cavite” dedicat a les víctimes de la guerra de les Filipines.
Fou un destacat pedagog en l'àmbit musical gràcies als seus avançats mètodes d'ensenyament durant els segles xix i principis del xx. Va ser l'autor de nombroses composicions musicals, com la “Missa a Tres Veus”, que va compondre en honor de Sant Feliu Màrtir el 1884 i “Goigs de la Nostra Verge”, composicions que van ser representades a l'església parroquial durant molt temps.
L'any 1883 va organitzar una escolania amb nens petits i tres anys més tard va fundar una escola de música, on van ser alumnes distingits els compositors guixolencs Juli Garreta i Arboix i Arseni Menció Calzada.
Entre els anys 1891 i 1899 va dirigir la societat coral Gesòria, que veié una de les etapes més brillants de la seva història. Posteriorment, es va tornar a posar al capdavant de la direcció d'aquesta agrupació, aleshores ja Orfeó Gesòria, durant els anys 1914 i 1915 i novament, entre el 1918 i el 1920. Va dirigir també l'agrupació Quintet Clau de Sol, entre els anys 1915 o 1919, dedicant així els darrers anys de la seva etapa professional a l'ensenyament i pedagogia de la música.
Novi Inglada va morir el 10 de juliol de 1931 a Sant Feliu de Guíxols a l'edat de setanta-quatre anys i els seus funerals van constituir un emotiu homenatge a la seva tasca pedagògica.